# موزکند
موزکند (ترکی آذربایجانی: Mozkənd)؛ موس (ارمنی: Մոս) یک منطقهٔ مسکونی در جمهوری آرتساخ است که در استان شاهومیان واقع شده‌است.